# Vicenç Artigas i Albertí
Vicenç Artigas i Albertí   (Barcelona, 18 d'abril de 1876 - Barcelona, 1963) fou un arquitecte català.

## Biografia
Era fill de l'arquitecte Josep Artigas i Ramoneda (†1911), natural de Barcelona i de Cristina Albertí i Mataró (†1930), natural de Lloret de Mar.
Casat amb Rosa Riera, varen ser pares del metge Vicenç Artigas i Riera] Es va titular com a arquitecte l'any 1900, segons consta a l'Anuari de l'Associació d'Arquitectes de Catalunya, de la que n'era membre des del 1908. Va ser professor de la Escuela de Artes y Oficios Artísticos y Bellas Artes de Barcelona (Llotja).

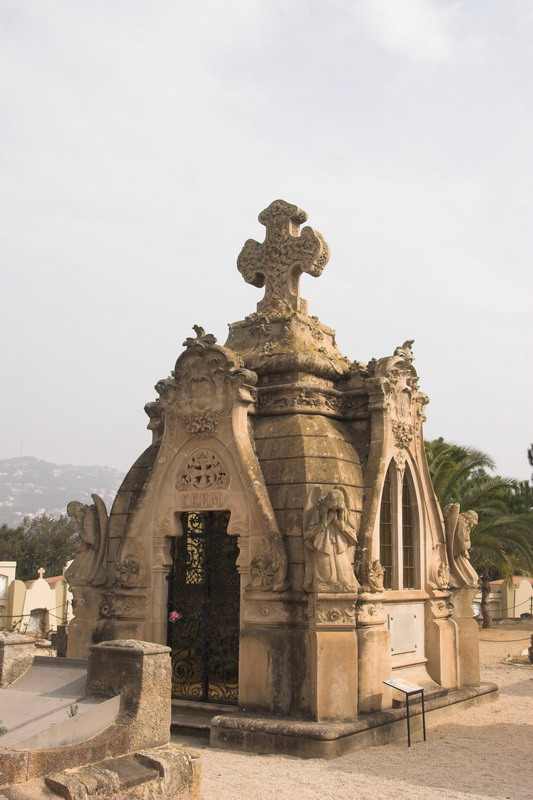
El Panteó Cabañas del Cementiri de Lloret de Mar és una de les seves obres conegudes

Els seus treballs són escassament coneguts i les obres que es troben ressenyades en un o altres tipus de publicacions només ofereixen de manera molt puntual el registre del que pogué ser la seva activitat. Al cementiri de Lloret de Mar el Panteó Cabañas, l'Hipogeu Carreras, l'Hipogeu Durall i Maig i l'Hipogeu Pujol i Masferrer. Són quatre sepulcres que formen part de l'Inventari del Patrimoni Arquitectònic de Catalunya.
També va fer la nova seu social de L'Espanya Industrial a la plaça d'Urquinaona. Fou regidor de l'Ajuntament de Barcelona el 1923 i caporal del Sometent de Sarrià.